# Хрестовик

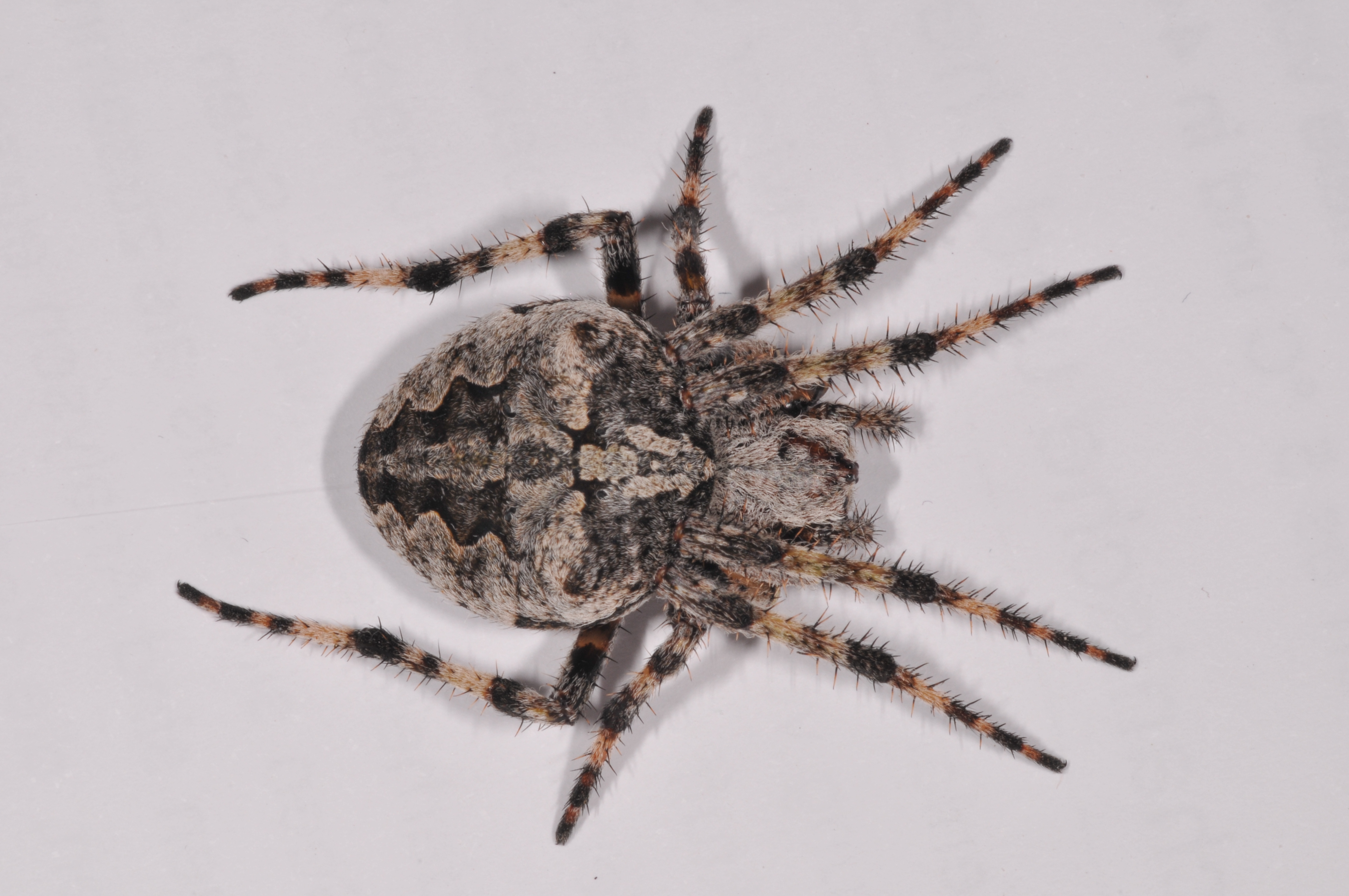
Araneus circe

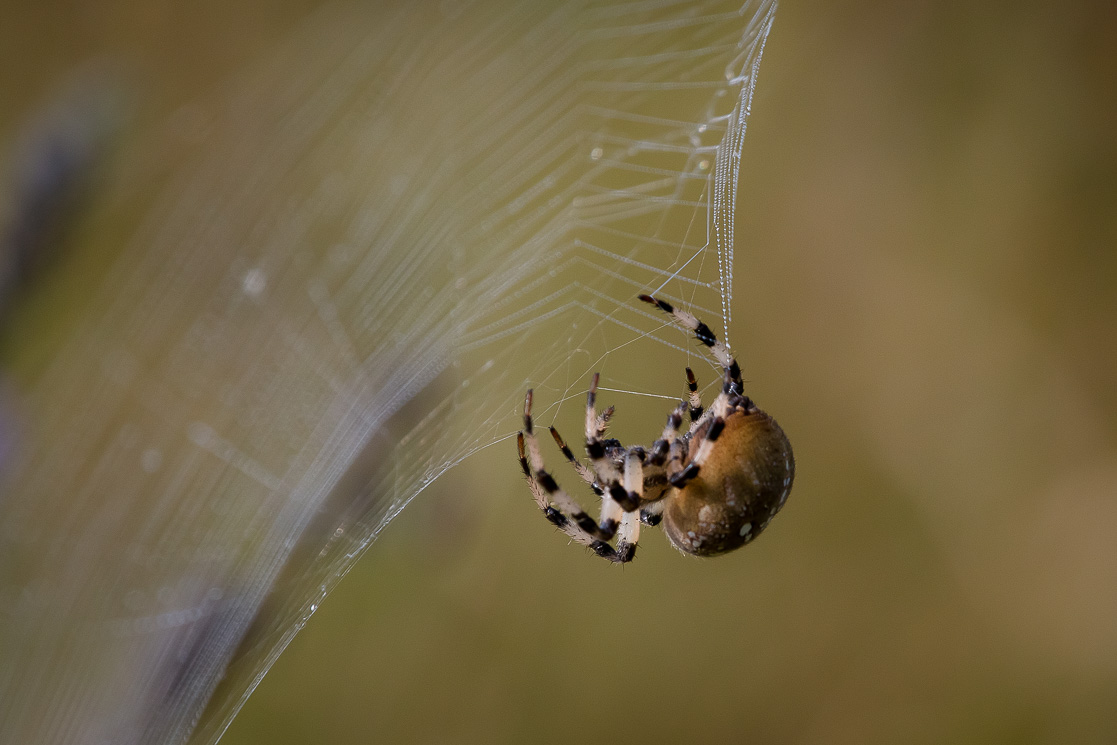
Завершальний етап будівництва нової мережі

Хрестовик (лат. Araneus) — великий рід аранеоморфних павуків родини колопрядів.

## Опис
На верхній стороні є білі або світло-бурого кольору плями, що утворюють хрест. Він служить для відлякування тварин[джерело?].

## Спосіб життя
Хрестовики живляться, як і багато павукоподібних, використовуючи павутину. Сидить він не тільки у своїх «печерках», але і в центрі павутини, а також поруч з нею. Травлення зовнішнє — як і всі павуки, сам перетравлювати він не може. Тому запускає в тіло жертви свої травні соки. Поки жертва закутана в павутину, вона перетравлюється. Павуку залишається випити отриманий живильний розчин.
У разі небезпеки павук може згорнутися і прикинутися мертвим.
Віддає перевагу дрібним комахам.

### Павутина
Хрестовики розкидують тенета в кронах дерев, серед чагарникових заростей, на луках. Павук влаштовує ловильні сітки між стовбурами, стеблами чи гілками, а з листя робить собі сховище. Ловильна сітка колесоподібна. Іноді її можна виявити під карнизами та в плетіннях віконних рам закинутих будівель.
У природних умовах ловильна сітка павука займає набагато більше місця, ніж це необхідно для нього при утриманні в неволі. Павуки-хрестовики щодень чи що два руйнують і прядуть нову павутинну сітку, бо мереживо стає непридатним для полювання через потрапляння до нього не тільки дрібних комах, але й великих, від яких павук звільняється, обриваючи навколо невідповідної жертви павутинні нитки.
Побудова нової мережі відбувається зазвичай ночами, а до ранку вона буває вже готова для ловлі комах. Незважаючи на відсутність світла, спорудження нової мережі вночі здійснюється досить успішно, адже павук керується у своїй роботі не зором, а відчуттям дотику.
Мережа дорослої самки павука-хрестовика має строго певне число радіусів і спіралей клейких ниток і постійну відстань між сусідніми витками. Так, наприклад, встановлено, що в її ловчій мережі є 39 радіусів, 35 витків спіралі та 1245 точок прикріплення радіусів до спіралі. Спостережуваний автоматизм будівельного інстинкту павука є результат запрограмованого всього комплексу рухів в нервовій системі, який закріплений генетично в спадковості, а тому властивий всім особинам. Звідси стає зрозуміло, чому молоді павучки вміють будувати павутину і ловити здобич подібно дорослим[джерело?].

### Полювання
Мухи або інші комахи прилипають до павутини, павук уловлює вібрацію мережі та умертвляє жертву укусом отруйних хелицер.
Павук боїться ос і мух, що відкладають яйця на живі об'єкти. Так, наприклад, до ворогів павука можна віднести муху Melanophora roralis, яка користується нерухомістю павука, що чекає на здобич у стані прихованої активності, сідає на спину і моментально відкладає яйце у тіло своєї жертви. Якщо муха потрапить в павутину, вона загине, але її поведінка виключає такий результат.

### Отрута
Отрута хрестовиків токсична для безхребетних і хребетних тварин. У складі отрути є термолабільний гемолізин (гемотоксин), що діє на еритроцити кролика, щура, миші, людини, тоді як еритроцити морської свинки, коня, вівці та собаки до нього стійкі. Термостабільний нейротоксичний компонент отрути має молекулярну масу близько 1000 Да. Нейротоксин блокує синаптичну передачу через ацетилхолінові та глутаматні синапси хребетних і безхребетних тварин. На культурі нейронів спинного мозку отрута робить початкову збудливу дію на глутаматні рецептори, з подальшою десенситизацією. Повне блокування нервово-м'язової передачі у сарани розвивається через 35 хв, а у жаби — через 15 хв після додавання в розчин гомогенату отруйних залоз павука в кінцевій концентрації 2 залози у 2 мл. На синапси хребетних отрута діє зворотно на відміну від безповоротного ефекту на синаптичний апарат безхребетних.[джерело?]
Ці павуки здатні  
прокусити шкіру людини, однак кількість отрути, яку він впорскує, практично не загрозлива. Біль слабкий, швидко проходить.

## Поширення
Існує понад 500-700 видів хрестовиків, поширених переважно в Голарктиці.

## Систематика
У роді Araneus станом на 2021 рік містяться 560 видів і 15 підвидів. Також понад 100 видів мають статус nomen dubium. Серед них:
1. Araneus abeicus
2. Araneus abigeatus
3. Araneus acolla
4. Araneus acrocephalus
5. Araneus acronotus
6. Araneus acropygus
7. Araneus acuminatus
8. Araneus adiantiformis
9. Araneus adjuntaensis
10. Araneus aethiopicus
11. Araneus aethiopissa
12. Araneus affinis
13. Araneus aksuensis
14. Araneus albabdominalis
15. Araneus albiaculeis
16. Araneus albidus
17. Araneus albilunatus
18. Araneus albomaculatus
19. Araneus alboquadratus
20. Araneus albotriangulus
21. Araneus alboventris
22. Araneus alhue
23. Araneus allani
24. Araneus alsine
25. Araneus altitudinum
26. Araneus amabilis
27. Araneus amblycyphus
28. Araneus amygdalaceus
29. Araneus ana
30. Araneus anantnagensis
31. Araneus anaspastus
32. Araneus ancurus
33. Araneus andrewsi
34. Araneus anguinifer
35. Araneus angulatus
36. Araneus anjonensis
37. Araneus annuliger
38. Araneus annulipes
39. Araneus apache
40. Araneus apicalis
41. Araneus apiculatus
42. Araneus appendiculatus
43. Araneus apricus
44. Araneus aragua
45. Araneus aralis
46. Araneus arenaceus
47. Araneus arfakianus
48. Araneus arizonensis
49. Araneus asiaticus
50. Araneus aubertorum
51. Araneus aurantiifemuris
52. Araneus auriculatus
53. Araneus axacus
54. Araneus diadematus
55. Araneus quadratus